# Shane Smeltz
Shane Smeltz, född den 29 september 1981, är en nyzeeländsk fotbollsspelare. Han spelar för Gold Coast United. Han spelade tidigare även i Nya Zeelands fotbollslandslag.

## Klubbkarriär
Smeltz spelade för ett flertal olika australiensiska proffsklubbar innan han flyttade till England och Mansfield Town FC i den engelska fjärdedivisionen. Han hann endast med att spela fem matcher där innan han säsongen därpå bytte klubb till AFC Wimbledon som då låg flera divisioner lägre. Även där blev det endast en säsong innan han återigen bytte klubb för att denna gång hamna i Halifax Town AFC i den engelska femtedivisionen. Han gjorde endast två mål på 31 matcher så säsongen därpå flyttade han tillbaka ner till Nya Zeeland.
Han kom då till den då nystartade klubben Wellington Phoenix FC i den australiensiska och nyzeeländska proffsligan A-League. Han gjorde totalt nio mål på nitton matcher den första säsongen och slutade då på andra plats i skytteligan i A-League 2007/08. Säsongen därpå 2008/09 gick det ännu bättre för Smetz och han gjorde till slut tolv mål och vann med det skytteligan i A-League.
Inför säsongen 2009/10 bytte Smeltz återigen klubb och hamnade nu i Gold Coast United FC i Australien. Den här säsongen gjorde han hela nitton mål på tjugosex matcher och vann för andra året i rad skytteligan i A-League. Han blev därmed den förste spelaren att vinna skytteligan i A-League för andra gången och han blev också den förste som vann skytteligan två år i rad.

## Landslagskarriär
Smeltz har spelat för både U20-landslaget och U23-landslaget i Nya Zeeland innan han 2003 debuterade i Nya Zeelands landslag. Han har gjort hela femton mål på de tjugoåtta matcherna han spelat med landslaget. Bland annat gjorde han båda målen när Nya Zeeland spelade oavgjort, 2–2, mot Wales i maj 2007.
Smeltz blev Nya Zeelands bäste målskytt under kvalet till Världsmästerskapet i fotboll 2010, dit de kavlificerade sig för första gången sedan 1982.